# Гольдина, Мария Соломоновна
Мари́я Соломо́новна Го́льдина (29 апреля [11 мая] 1899, Починок, Смоленская губерния — 4 ноября 1970, Москва) — российская певица и музыкальный педагог. Народная артистка РСФСР (1941).

## Биография
С 1916 года училась в Петроградской консерватории (не завершила из-за отсутствия средств). В 1924 году окончила Музыкально-драматическое училище Московского филармонического общества по классу Е. И. Збруевой.
Солистка оперной студии К. С. Станиславского (с 1923 года), Московского музыкального театра им. Станиславского и Немировича-Данченко (с 1941).
Выступала в камерных концертах в Москве, Ленинграде и других городах СССР. В 1941—1945 годы выезжала на фронт в составе бригад московских артистов. Член ВКП(б) с 1941 года.
С 1949 года — педагог и режиссёр Московского музыкального театра им. Станиславского и Немировича-Данченко.
Похоронена в Москве на Новодевичьем кладбище (3 уч. 65 ряд).

### Семья
Муж — Николай Александрович Семашко.

## Творчество
Её исполнение отличалось темпераментностью и естественностью игры, высокой вокальной культурой. Одна из первых оперных певиц, утверждавших систему К. С. Станиславского на оперной сцене.
Оперные партии
- Ольга («Евгений Онегин»)
- Полина («Пиковая дама»)
- Любаша («Царская невеста»)
- Марина Мнишек («Борис Годунов»)
- Ганна («Майская ночь»)
- Кармен («Кармен»)
- Айша («Дарвазское ущелье» Л. Б. Степанова)

Партии в опереттах
- Мирабелла «Цыганский барон» Й. Штрауса,
- Перикола «Перикола» Ж. Оффенбаха,
- Ланж «Дочь мадам Анго» Ш. Лекока

Дискография
| Кат. № (Матр. №) | Произведения (Композитор)                                                   | Исполнитель, Аккомпанемент                                        | Дата и место записи | Этикетка           |
| ---------------- | --------------------------------------------------------------------------- | ----------------------------------------------------------------- | ------------------- | ------------------ |
| 389              | 1-я песня Лауры («Каменный гость», А. Даргомыжский)                         | М. С. Гольдина, акк. А.Макаров (ф-но)                             | 1934, Москва        | Грампластрест НКТП |
| 390              | Утро, романс (Жорж Бизе, слова Галкин)                                      | М. С. Гольдина, акк. А.Макаров (ф-но)                             | 1934, Москва        | Грампластрест НКТП |
| 6293             | Гребные гонки в Венеции, песня (Дж. Россини, слова А. Сантагано-Горчаковой) | М. С. Гольдина, Л. П. Борисоглебская, акк. М. Г. Григорьев (ф-но) | 1937, Москва        | Апрелевский завод  |
| 7635             | Рыбная ловля, песня (Дж. Россини, слова А. Сантагано-Горчаковой)            | М. С. Гольдина, Л. П. Борисоглебская, акк. Б. Л. Жилинский (ф-но) | 1938, Москва        | Апрелевский завод  |

## Награды
- орден Знак Почёта[5].
- Народная артистка РСФСР (1941)[2].